# コースパワー
コースパワーは、富士通によって教育機関に提供されているサービス。

## 概要
2010年12月17日に富士通は、コースパワーという大学向けに教材やレポートやテストや成績や出欠状況などの授業関連の情報を総合的に管理や蓄積できるシステムを同年12月20日から販売するということを発表した。日本の大学では情報通信技術を活用した学習管理システムの普及が進んでいたものの、日本の大学では複数の授業で一つの科目が構成されていることが一般的であるため、従来の授業支援システムはこの体系にあわせた運用ができていなかった。コースパワーではこれまでの学習管理システムの機能を強化して、大学で行われた授業単位での総合的な情報管理を実現して、分かりやすい操作性で全学で利用できる。教員や学生は自宅からでもサーバにアクセスして、授業で提供された教材を学習して、学習履歴を振り返られるために、授業ごとに教材や成績評価や出席状況を総合的に管理できる。
コースパワーを使用することで出席受付は携帯電話を使用して行うため、授業を行う際の利便性が高められる。コースパワーで教材も配布されていることから、事前学習や事後学習もスムーズにできるようになる。教材やレポートやテストの結果などの記録が授業ごとき蓄積されていき、学生は授業の進行とともに自己の学習を振り返り、強みや弱みなどを分析できるようになる。
コースパワーでではレポートの提出期限の延長の設定や添削による繰り返しの指導、テストの問題の出題や解説の表示、オンラインでのディスカッションや討議も行えるようにする。教員は様々な機能を駆使することで学生の学習状況をタイムリーに把握することができるようになり、学生の能力に応じたきめ細かい指導ができるようになる。
2012年には横浜国立大学と富士通の協同研究により、学習特徴チャートが開発される。このことによりコースパワーが強化され、学生を個別に支援することが強化される。この開発によりコースパワーに蓄積される学習履歴データから学生一人ひとりの予習や復習や出席の状況を分析して、積極性や計画性や継続性などの学習行動の特徴をチャートで示すことができるようになった。このことにより教員は学生のテストやレポートの成績のみでなく、学習行動の特徴までも把握することができるようになったことから、より適切な個別指導ができるようになった。
2019年4月16日にはコースパワーはレスポンとシステム連携されることが発表されて、同年10月に新サービスがリリースされる。レスポンとは授業が行われている教室内において、教員と学生の双方向でのコミュニケーションを実現させるためのツールとして開発されたシステム。学生はスマートフォンを使用することで教員が作成したアンケートに即在に回答することで、その結果を教室のプロジェクターに投影したり、各学生のスマートフォンで結果を閲覧できるようになる。学生の出席を確認するツールとしても使用できる。このレスポンとコースパワーのシステム連携により、同じアカウントで双方のシステムを利用できるようになる。レスポンのアンケートの集計結果をコースパワーに取り込んだりをできるようにもなる。
コースパワーを導入している大学の中では、コロナ禍によって学生の学びが大きく切り替えられたところもある。その大学はそれまではコースパワーを導入していた科目は4割程度であり、ほぼ全学性がコースパワーを利用しているという状態であった。それがコロナ禍が深刻化してから遠隔授業を検討し始めて、シスコシステムズとWebExに関する包括提携を結び、コースパワーとWebExとの遠隔授業が実施されることとなった。そして全教員と全学生にWebexのアカウントの発行と配布を行い、同年5月1日より遠隔授業で前期授業が開始された。
大学だけでなく中等教育を行う学校の中にもコースパワーを導入しているところがある。導入している学校の生徒の学校生活は朝に起きて起きて体温を検温するところから始まる。このときに生徒はスマートフォンから体温を入力して送信すると、学校側で自動的に管理されて日々の体調をチェックするデータとなる。授業では教師は従来の板書に加えて電子黒板を用いたり、自分で作成した資料や動画などを用いて授業を展開していく。生徒は自宅でその動画を見て復習して、課題をインターネットで提出する。これらのことをコースパワーを用いてできるようにしている。この学校は採用してからしばらくはコースパワーは一部分で使用されるのみであったが、コロナ禍で大きく変わった。コロナ禍により休校せざるを得なくなった時期に、学校の授業の動画を教員が作成して配信して生徒は自宅で授業を視聴する方式にすることに踏み切った。それからコロナ禍が収束してからも、コースパワーは日常に自然に取り入れられて続けて学校生活を過ごすことになっている。